# Vilém Přibyl
Vilém Přibyl (10. dubna 1925 Náchod – 21. července 1990 Brno) byl český operní pěvec–tenorista a pedagog. Byl představitelem postav hrdinného a lyrického oboru s osobitou barvou hlasu, citem pro frázování a vyspělou pěveckou technikou. Jeho domovskou scénou bylo Národní divadlo v Brně. V roce 1977 mu byl udělen titul národní umělec. 

## Život
Dětství a mládí prožil v Náchodě a Hradci Králové, kam se rodina přestěhovala v roce 1935.  Už tehdy účinkoval spolu s rodiči v ochotnickém divadle. V roce 1939 byl otec zatčen za odbojovou činnost,  a proto se Vilém musel vzdát myšlenky na studium na lesnické škole.  Vyučil se  elektromechanikem a topenářem.  Od roku 1943 studoval na Strojní průmyslovce v Praze. Během studií se stal členem studentského pěveckého souboru Víta Nejedlého. Po maturitě v roce 1947 nastoupil vojenskou prezenční službu do  Armádního uměleckého souboru. 
Po vojně  se oženil a  pracoval jako projektant v různých průmyslových podnicích v Hradci Králové. Od svých 25 let soukromě studoval zpěv u profesorky Marie Jakoubkové, která měla velký podíl na jeho pozdější pěvecké kariéře.  Od roku 1952 zpíval v opeře, nejprve tomu tak bylo čistě amatérsky v místní ochotnické Lidové opeře. Vystoupil například v roli Jeníka v Prodané nevěstě, Prince v Rusalce, Cania v  Komediantech, dona Josého v Carmen.  V roce 1958  zpíval titulní roli na premiéře opery Osudy dobrého vojáka Švejka skladatele Roberta Kurky v New Yorku. 
V roce 1959 ve věku 34 let získal své první profesionální angažmá v operním souboru v Ústí nad Labem, kde působil dva roky. Přitom však nadále bydlel v Hradci králové a  vykonával zaměstnání technika. V roce 1961 odešel zpívat jako sólista do Brna do brněnské opery (dnešní Národní divadlo v Brně), kde už zakotvil natrvalo. Později se za ním přistěhovala i manželka se dvěma syny. Během tohoto svého angažmá také v letech 1962–1966 vystudoval zpěv na Janáčkově akademii múzických umění (JAMU) v Brně. Kromě řady hlavních tenorových  rolí v českých operách (Jarek v Čertově stěně, Šťáhlav v Libuši,  Dalibor v Daliborovi, Jeník v Prodané nevěstě, Lukáš v Hubičce, Princ v Rusalce,  Manolius v Řeckých pašijích,  Boris v Káti Kabanové, Laca v Její pastorkyni) zpíval i v dílech světových skladatelů. Jeho lyrickodramatický projev vynikl zejména v roli Lohengrina ve stejnojmenné opeře Richarda Wagnera. 
Často také hostoval v pražském Národním divadle a nahrával na gramofonové desky. Vystoupení v roli Dalibora na hudebním  festivalu v Edinburghu roku 1964 mu otevřelo dveře na mezinárodní scénu. Jeho druhou takřka domovskou scénou byl Royal Opera House Covent Garden v Londýně. Zde se proslavil zejména rolí Florestana v opeře L. v Beethovena Fidelio, kterou později zpíval i  v Hamburku, Bonnu, Norimberku, Athénách, Amsterdamu a Parmě. V zahraničí hostoval i v rolích českého repertoáru.  Se svou mateřskou scénou uskutečnil více než 20 turné po Evropě.  V letech 1970–1975 se zúčastnil pěti zahraničních zájezdů opery Národního divadla Praha. 
Významná byla jeho koncertní činnost. Zpíval pod taktovkou těch nejvýznamnějších dirigentů v koncertních síních četných zemí v Evropě (Ankara, Barcelona, Frankfurt nad Mohanem, Budapešť, Lucemburk)  i zámoří (Asie, Afrika, USA). K jeho nejúspěšnějším koncertním číslům patřila interpretace tenorového sóla v Mahlerově Písni o zemi a  Janáčkův Zápisník zmizelého.
Trpěl těžkou cukrovkou. Od poloviny 80. let již nemohl vystupovat, neboť trpěl následky  mozkové mrtvice. Přesto se až do konce života věnoval pedagogické činnosti na JAMU.   Vilém Přibyl  zemřel v Brně 21. června 1990 ve věku 65 let.
Za svou uměleckou činnost získal mnoho ocenění. V roce 1969 byl jmenován zasloužilým umělcem a v roce 1977 národním umělcem za pěvecké výkony v Janáčkových a Smetanových operách a za prezentaci českého umění v zahraničí.